# Йота Андромеди
Йота Андромеди (ι Андромеди) — одиночна зірка в північній області сузір’ї Андромеди. Має позначення Флемстида 17 Андромеди, тоді як Йота Андромеда є позначення Байєра як латинізоване від ι Андромеди. Цей об’єкт видно неозброєним оком вночі як слабку зірку блакитно-білого відтінку з видимою зоряною величиною +4,29. Згідно з вимірюваннями паралакса, розташована на відстані приблизно 500 світлових років від Сонця.
Цей об’єкт є зіркою головної послідовності типу B із зоряною класифікацією B8 V. Це одна з найменш змінних зірок, які спостерігалися під час місії Гіппаркос. Вік зірки становить 116 мільйонів років, має масу в 3,1 рази більшу за масу Сонця, і обертається з прогнозованою швидкістю обертання 70 км/с. Випромінює свою фотосферу в 638 разів більшу за світність Сонця при ефективній температурі 12 620 К. Зірка дещо бідна металами, хоча вміст гелію близький до сонячного. Останнє виключає її з класу пекулярних зірок. Йота Андромеди є кандидатом на залишковий диск, демонструючи надлишок інфрачервоного випромінювання на довжині хвилі 18 мкм.